# GRAS Sarajevo
JKP GRAS Sarajevo (Javno komunalno preduzeće – Gradski saobraćaj Sarajevo) – operator publicznego transportu zbiorowego w Sarajewie, stolicy Bośni i Hercegowiny.
Spółka zarządza transportem tramwajowym, trolejbusowym i autobusowym.

## Linie tramwajowe
- 1 Željeznička stanica – Baščaršija
- 2 Čengić Vila – Baščaršija
- 3 Ilidža – Baščaršija
- 4 Ilidža – Željeznička stanica
- 5 Nedžarići – Baščaršija
- 6 Ilidža – Skenderija
- 7 Nedžarići – Skenderija (zlikwidowana w 1990)

## Linie trolejbusowe
Sieć trolejbusowa posiada 30 przystanków i sześć linii:
- 101 Trg Austrije – Otoka
- 102 Jezero – Otoka
- 103 Trg Austrije – Dobrinja
- 104 Trg Austrije – Mojmilo
- 107 Jezero – Dobrinja
- 108 Otoka – Dobrinja

Linie
- 105 Vogošća – Trg 6. aprila (dziś Trg Austrije)
- 106 Otoka – Vogošća

zamknięto w czasie wojny w Bośni i Hercegowinie.